# Милош Стојчев
Милош Стојчев (Београд, 19. јануара 1987) црногорски је фудбалер који тренутно наступа за Графичар.

## Трофеји и награде
Сарајево
- Куп Босне и Херцеговине : 2013/14.[7]
- Премијер лига Босне и Херцеговине : 2014/15.[8]